# 鈴山未彩
鈴山 未彩（すずやま みさ、4月25日 - ）は、日本の女性声優。埼玉県出身。A&Gアカデミー卒業。アミュレート所属。

## 人物
以前はAbility Soul Proに所属していた。声優アイドルユニットLittle Sisstersにて活動中。

## 趣味・趣向
- 建築学科を卒業していて宗教建巡りが趣味である。

## 出演
太字はメインキャラクター。

### テレビアニメ
- B-PROJECT〜絶頂*エモーション〜（2019年）

### ゲーム
2016年
- ワールドクロスサーガ -時と少女と鏡の扉-（白雪姫）
- LostTechnology（ヨクト）
- 幻獣姫（トート、セエレ）

2018年
- なぜ僕の世界を誰も覚えていないのか?（リンネ）
- 神装の戦乙女（アイギス）

2019年
- 帝国戦記（リュヌ）

2020年
- Song of Unleash（氷姫）

### 吹き替え
- トム・ソーヤー＆ハックルベリー・フィン[8]（シド、少年）
- アントボーイ[9]（オマリー・クルーゼ・ジェンセン）

### ボイスドラマ
- 虚白ノ夢（秋元美玲、マチコさん）
- Alice mare[10]（チビウサ、謎の女）

### ナレーション
- ワールドクロスサーガ -時と少女と鏡の扉-
- プロモーションムービー 第一弾〜ワクサガの魅力が詰まったフルPV〜」[11]（2016年）
  - プロモーションムービー 第二弾〜新たな戦術が求められるバトルの紹介〜」[11]（2016年）
  - プロモーションムービー 第三弾〜8種の武器タイプや奥深い育成要素の紹介〜」[11]（2016年）
- ラジオ『神谷浩史・小野大輔のDearGirl〜Stories〜』animelo mix CMナレーション（2018年５月～）
- ニコニコ動画内「ニコ割」（時報・ナレーション）
- 池袋ハロウィンコスプレフェス2018 スポットVTR・会場内広告ナレーション
- 次にくるマンガ大賞2018受賞作品発表会　ナレーション
- カスタムキャストTV-CM（2019年）
- つりっくまTV-CM（2019年）
- アニメロサマーライブ2019 WebスポットCM.リアルチケット（2019年）
- アニメロサマーライブ2019 WebスポットCM.ネットチケット（2019年）
- ニコニコ超会議2019 会場内時報
- 10分でわかる音声加工！Audio Input FX 配布キャンペーン使い方説明動画[12]キャラナレ＋歌（2019年）
- RPGアツマール 「ニンゲンの探偵さん」[13] CMナレーション（2019年）

### テレビ
- チバテレ「ぶい！ちーば!!#8[14]」2019.8/25放送 ゲスト
- チバテレ「ぶい！ちーば!!#11[15]」2019.9/15放送 ゲスト

### 映像
ＭＶ「ナウオアネバー / 佐伯ユウスケ」(TVアニメ 弱虫ペダル エンディングテーマ)

### イベント
- 文化放送 超!A&G+ウィンターフェスティバル 2014.12/28 ＠文化放送サテライトプラス

### ステージ
- リーディングライブ「野田順子 プロデュース公演「STAR★TREC vol.1」」2014.8/14 @駒沢STRAWBERRY FIELDS
- リーディングライブ「増川洋一 演出「cross over」」2014.11/25 @crossing

### ライブ
- 2019.9/6 LIVE.EXE2019@新宿SUNFACE
- 2019.9/20 LIVE.EXE 2019 ～Restart 2～@新宿SUNFACE
- 2019.11/3 トーンズナイトvs限界突破 Vol.1@新宿RUIDO K4

### ラジオ
※はインターネット配信。
- エフエム浦安 りのんタウンハイパー☆浦安製作所 2014.1/17 ゲスト
- レインボータウンエフエム放送 サタマニ♪公開生放送 8thシーズン第21回放送 2019.8/24 ゲスト

## ディスコグラフィ

### キャラクターソング
| 発売日        | 商品名                   | 歌                                                                              | 楽曲                         | 備考                              |
| ------------- | ------------------------ | ------------------------------------------------------------------------------- | ---------------------------- | --------------------------------- |
| 2019年9月6日  | 好き好きポケットシスター | Little Sissters［花蓮(陽向咲)結月(なかむらまお)夏海(市原 えりさ)氷姫(鈴山 未彩) | 「好き好きポケットシスター」 | 作詞作曲：冨田暁子 編曲：高梨佳汰 |
| 2019年9月20日 | ふたりの願いが叶うまで   | Little Sissters［花蓮(陽向咲)結月(なかむらまお)夏海(市原 えりさ)氷姫(鈴山 未彩) | 「ふたりの願いが叶うまで」   | 作詞作曲：冨田暁子 編曲：高梨佳汰 |